# Partis politiques en Hongrie
Pour les articles homonymes, voir Parti social-démocrate.
Le parti politique (en hongrois : Politikai párt) concourt à la vitalité du jeu démocratique en Hongrie. Il fait l'objet d'une reconnaissance institutionnelle garantie par la Loi fondamentale du pays.

## Paysage politique hongrois

### Partis de gauche
La gauche hongroise est polarisée entre les héritiers du Parti socialiste ouvrier hongrois (MSzMP) et la dissidence au parti unique. Fondé en 1989 lors du dernier congrès du MSzMP, le Parti socialiste hongrois (MSzP) est désormais un parti démocratique d'inspiration socialiste et social-démocrate, membre du Parti socialiste européen et de l'Internationale socialiste. Son positionnement sur les questions économiques a sensiblement évolué vers le social-libéralisme, ce qui en fait un parti proche du Parti travailliste du Royaume-Uni.
L'autre parti héritier du MSzMP est le Parti communiste ouvrier hongrois (MKM). Après s'être maintenu quelques années à un niveau électoral significatif quoique insuffisant pour entrer au parlement (4 % en 1990 et 1998), le MKM s'est depuis effondré, n'obtenant que 0,4 % des voix aux élections législatives de 2006 et 1,8 % aux élections européennes de 2009. Membre fondateur du Parti de la gauche européenne, le MKM décide de le quitter le 1er mai 2009. Il est considéré comme un parti d'extrême gauche.
Parmi la dissidence de gauche au communisme, l'Alliance des démocrates libres (SzDSz) s'est longtemps maintenue comme le grand parti des intellectuels hongrois. Surtout implanté à Budapest, le SzDSz n'est jamais parvenu à élargir sa base électorale au reste du pays. En 1998 et en 2002, il entre de justesse à l'Országgyűlés avec 5,5 % des voix et 20 députés. Ceci lui permet de former une majorité de centre-gauche avec le MSzP. En juin 2004, il remporte 7,7 % des voix et obtient deux députés européens, inscrits au groupe de l'Alliance des démocrates et des libéraux pour l'Europe. Le SzDSz est un parti libéral tant économiquement que politiquement. Il défend ainsi le droit des femmes, des homosexuels, des minorités ethniques et se montre plutôt favorable à la consommation de drogues douces.
Il existe deux partis héritiers de la social-démocratie hongroise puissante avant la Seconde Guerre mondiale. Il s'agit du Parti social-démocrate de Hongrie (MSzDP) et du Parti social-démocrate (SzDP). Issus du parti fondé en 1890, ils partagent la même histoire jusqu'en 1989. Plus vieux parti de Hongrie, le Parti social-démocrate fusionne en 1948 avec le Parti communiste hongrois (MKP) pour fonder le Parti des travailleurs hongrois (MDP) premier parti unique de la République populaire de Hongrie (qui deviendra le MSzMP). Il rompt en 1956 à la suite de l'Insurrection de Budapest et poursuit ses activités à l'étranger, à travers la diaspora hongroise. En 1989, le parti se scinde entre un courant favorable à une alliance avec les communistes réformateurs - devenus socialistes - du MSzP (MSzDP) et ceux qui la refusent (SzDP). Ils restent néanmoins deux mouvements d'inspiration social-démocrate, affiliés au Parti socialiste européen et à l'Internationale socialiste.
L'échec de la gauche aux élections législatives de 2010 entraîne un mouvement de recomposition assez large du paysage politique progressiste en Hongrie. Le plus grand perdant du scrutin est le SzDSz, qui est évincé du parlement et de fait écarté de la scène politique hongroise. Les thématiques qu'il défendait sont désormais en grande partie reprises par La politique peut être différente (LMP), jeune parti de sensibilité écologiste. Fondé en 2009, le LMP se positionne comme une alternative entre le MSzP-SzDSz et les partis de droite. Il revendique un positionnement à la fois libéral, démocrate et conservateur qui séduit une frange importante de la jeunesse urbaine hongroise. Il est membre observateur du Parti vert européen.
Les socialistes du MSzP parviennent à conserver le leadership de l'opposition parlementaire, mais ils souffrent à la fois de la politique de rigueur menée par sa coalition avec le SzDSz depuis 2006, et du discrédit moral lié à l'affaire de Balatonőszöd (un enregistrement d'une réunion privée du MSzP est rendue publique ; le Premier ministre socialiste de l'époque, Ferenc Gyurcsány, y reconnaît avoir menti à l'opinion publique pendant sa campagne électorale, au sujet notamment de la situation économique réelle du pays). Même si Ferenc Gyurcsány quitte le parti en 2011 pour fonder la Coalition démocratique, le MSzP ne parvient toujours pas à fédérer de coalition dans la perspective des élections de 2014. Issus des grandes mobilisations hostiles au tournant autoritaire de Viktor Orbán, de nombreux mouvements liés aux syndicats de gauche et à des organisations de la société civile se regroupent autour d'un autre ancien Premier ministre socialiste : Gordon Bajnai, au sein d'un nouveau mouvement politique : Ensemble 2014.
À la marge de la gauche parlementaire, les politiques libérales menées par les démocrates et les socialistes entre 2002 et 2010 ont favorisé l'émergence de groupes critiques. Ancien compagnon du SzDSz, l'intellectuel dissident Miklós Gáspár Tamás s'est hissé à la tête d'une formation altermondialiste : la Gauche verte (ZB), encore très faible politiquement. Issus également des manifestations anti-gouvernementales depuis l'arrivée de la droite au pouvoir en 2010, quelques jeunes issus du monde associatif et syndical ont lancé un appel en faveur d'une quatrième république hongroise, qui débouche sur la création du Mouvement pour une Quatrième République (4K!) au printemps 2012. Il s'agit essentiellement d'un mouvement générationnel, dont l'objectif est une refondation intellectuelle et idéologique de la gauche socialiste au-delà de l'expérience post-communiste et du tournant libéral des années 2000.

### Partis de droite
La droite conservatrice hongroise se structure fortement autour du Forum démocrate hongrois (MDF), grand parti de la dissidence, en 1989. Dans un contexte marqué par la décollectivisation, celle-ci s'allie avec le Parti civique des petits propriétaires indépendants et des travailleurs agraires (FKgP) de mouvance agrarienne. Ne pouvant empêcher la prise du pouvoir du Parti socialiste hongrois (MSzP) en 1994, le MDF et le FKgP sont marginalisés à la faveur d'une jeune formation autrefois proche du SzDSz : le Fidesz. Son leader Viktor Orbán formule un discours en faveur du renforcement de la souveraineté hongroise mais pratique dans les faits une politique libérale et pro-européenne. Le Fidesz perd de justesse les élections législatives de 2002 face au MSzP-SzDSz. En 2010, après deux mandats MSzP-SzDSz à la tête du pays, le Fidesz remporte largement les élections législatives en obtenant les deux tiers des sièges du parlement. Il s'allie alors avec le Parti populaire démocrate-chrétien (KDNP), très conservateur. Le principal cheval de bataille des différents gouvernements de droite a été l'effacement des années de communisme par une politique de privatisation massive (décollectivisation, vente des logements publics) et un discours important sur les valeurs et les traditions. La droite conservatrice actuelle se pose également comme l'héritière de la régence de Miklós Horthy, notamment à travers la question de la situation des Hongrois d'outre-frontières.
Après la fin du communisme, un petit parti d'extrême-droite se crée autour de la personnalité d'István Csurka, homme de théâtre populaire : le Parti hongrois de la justice et de la vie (MIÉP), toujours très marginal. Au début des années 2000, le Mouvement pour une meilleure Hongrie (Jobbik) parvient à sortir l'extrême-droite de la marginalité en devenant un parti de masse, de tendance populiste et tribunitienne. Il crée la Garde hongroise et adopte un discours très hostile aux ennemis du peuple ainsi désignés : les Juifs et les Roms notamment. Ses références historiques restent cependant hétéroclites. Si le thème de la Grande Hongrie est récurrent, les analyses sur les racines de l'identité hongroise sont éclatées entre les touranistes ou les nostalgiques de l'ère Árpád par exemple. Le Jobbik garde officiellement une certaine distance avec des mouvances néo-nazies ou fascistes. Représenté à l'Országgyűlés et au Parlement européen, il est affilié à l'Alliance européenne des mouvements nationaux.

## Partis politiques actuels présents au Parlement national ou au Parlement européen
| Nom                                                  | Nom      | Nom                                                                                                  | Abbr.       | Président                         | Idéologie                                                    | Députés nationaux | Députés UE | Position politique       | Groupe politique européen |
| Majorité                                             | Majorité | Majorité                                                                                             | Majorité    | Majorité                          | Majorité                                                     | Majorité          | Majorité   | Majorité                 | Majorité                  |
| ---------------------------------------------------- | -------- | --- | ----------- | --------------------------------- | ------------------------------------------------------------ | ----------------- | ---------- | ------------------------ | ------------------------- |
|                                                      |          | Fidesz-Union civique hongroise Fidesz - Magyar Polgári Szövetség                                     | Fidesz      | Viktor Orbán                      | National-conservatisme Démocratie chrétienne Euroscepticisme | 117 / 199         | 12 / 21    | Droite à Extrême droite  | NI                        |
|                                                      |          | Parti populaire démocrate-chrétien Kereszténydemokrata Néppárt                                       | KDNP        | Zsolt Semjén                      | Démocratie Chrétienne Conservatisme social                   | 16 / 199          | 1 / 21     | Droite                   | PPE                       |
| Opposition                                           |          | |             |                                   |                                                              |                   |            |                          |                           |
|                                                      |          | Alliance des jeunes de droite - Mouvement pour une meilleure Hongrie Jobbik Magyarországért Mozgalom | Jobbik      | Péter Jakab                       | Nationalisme Conservatisme                                   | 17 / 199          | 1 / 21     | Centre-droit à Droite    | NI                        |
|                                                      |          | Parti socialiste hongrois Magyar Szocialista Párt                                                    | MSZP        | Bertalan Tóth Ágnes Kunhalmi      | Social-démocratie Europhilie                                 | 15 / 199          | 1 / 21     | Centre gauche            | S&D                       |
|                                                      |          | Coalition démocratique Demokratikus Koalíció                                                         | DK          | Ferenc Gyurcsány                  | Libéralisme social Fédéralisme européen Europhilie           | 9 / 199           | 4 / 21     | Centre gauche            | S&D                       |
|                                                      |          | La politique peut être différente LMP – Magyarország Zöld Pártja                                     | LMP         | Máté Kanász-Nagy Erzsébet Schmuck | Écologie politique                                           | 6 / 199           | 0 / 21     | Centre gauche            | ALE                       |
|                                                      |          | Parti du dialogue pour la Hongrie Párbeszéd Magyarországért                                          | Párbeszéd   | Gergely Karácsony Tímea Szabó     | Gauche verte Féminisme                                       | 5 / 199           | 0 / 21     | Centre gauche            | ALE                       |
|                                                      |          | Mouvement Momentum Momentum Mozgalom                                                                 | Momentum    | András Fekete-Győr                | Centrisme Liberalisme                                        | 0 / 199           | 2 / 21     | Centre                   | RE                        |
|                                                      |          | Mouvement Notre patrie Mi Hazánk Mozgalom                                                            | Mi Hazánk   | László Toroczkai                  | Nationalisme Euroscepticisme                                 | 2 / 199           | 0 / 21     | Extrême droite           | Aucun                     |
|                                                      |          | Réponse Civile Polgári Válasz                                                                        | PV          | János Bencsik                     | Conservatisme                                                | 2 / 199           | 0 / 21     | Droite                   | Aucun                     |
|                                                      |          | ReforMers ReforMerek                                                                                 | ReforMerek  | Andrea Varga-Damm                 | Démocratie chrétienne Conservatisme                          | 1 / 199           | 0 / 21     | Centre droit             | Aucun                     |
|                                                      |          | Mouvement Oui Solidarité pour la Hongrie Igen Szolidaritás Magyarországért Mozgalom                  | ISZOMM      | Andrea Huszti                     | Anti-capitalisme Socialisme démocratique                     | 1 / 199           | 1 / 199    | Centre gauche à Gauche   | Aucun                     |
|                                                      |          | Parti libéral hongrois Magyar Liberális Párt                                                         | Liberálisok | Anett Bősz(hu)                    | Liberalisme Europhilie                                       | 1 / 199           | 0 / 21     | Centrisme à Centre droit | RE                        |
|                                                      |          | Nouveau Commencement Új Kezdet                                                                       | ÚK          | Krisztina Hohn(hu)                | Troisième voie Conservatisme                                 | 1 / 199           | 0 / 21     | Centre droit             | EDP                       |
|                                                      |          | Volner Volner Párt                                                                                   | VP          | János Volner                      | Conservatisme Euroscepticisme                                | 1 / 199           | 0 / 21     | Droite                   | Aucun                     |
| Parti représentant une minorité présent au Parlement |          | |             |                                   |                                                              |                   |            |                          |                           |
|                                                      |          | Parti de la minorité Allemande de Hongrie Magyarországi Németek Országos Önkormányzata               | MNOÖ        | Ibolya Hock-Englender             | Défense de la minorité Allemande                             | 1 / 199           | 0 / 21     | Centre droit             | Aucun                     |